# Симанович, Анастасия Дмитриевна
Анастасия Дмитриевна Симанович (род. 23 января 1995, Кириши, Ленинградская область) — российская ватерполистка, центральный нападающий ватерпольного клуба «КИНЕФ-Сургутнефтегаз» и сборной России. Заслуженный мастер спорта

## Биография
В пятилетнем возрасте начала ходить в секцию плавания, в четвёртом классе перешла в водное поло (Когда-то ватерполистом был отец).

## Карьера
Выступает в нападении. Сначала играла в составе «КИНЕФ-2». С 2012 года играет в составе ватерпольного клуба «КИНЕФ-Сургутнефтегаз». В мае 2013 года получила спортивный разряд мастер спорта России. Трёхкратная чемпионка России, трёхкратная обладательница кубка России. В составе команды становилась призёром Кубка европейских чемпионов LEN.
В составе молодёжной сборной завоёвывала золото первенства Европы (2012) и две бронзы первенств мира (2013, 2015).
В составе студенческой сборной России стала бронзовым призёром Универсиады 2015 года. При этом Анастасия стала лучшим бомбардиром всего турнира, забив 19 мячей в 7 играх.
С 2015 года привлекается в сборную России. Участница чемпионата мира 2015 года и чемпионата Европы 2016 года.
В составе сборной России стала серебряным призёром Чемпионата Европы по водному поло среди женщин 2020.
Санкт-Петербургского университета технологий управления и экономики

## Награды
- Медаль ордена «За заслуги перед Отечеством» II степени (25 августа 2016 года) — за высокие спортивные достижения на Играх XXXI Олимпиады 2016 года в городе Рио-де-Жанейро (Бразилия), проявленные волю к победе и целеутремленность[5].